# Libnotes imbellis
Libnotes imbellis är en tvåvingeart som först beskrevs av Alexander 1924.  Libnotes imbellis ingår i släktet Libnotes och familjen småharkrankar.
Artens utbredningsområde är Taiwan. Inga underarter finns listade i Catalogue of Life.